# 이양근
이양근(李陽根, 1949년 10월 19일 ~ 2012년 12월 28일)은 대한민국 프로 장기 기사이다. 선·후수를 막론하고 원앙마 포진을 구사하는 프로 기사 중 한 명이다.

## 약력
전라북도 전주 출신이다.
- 1988년 프로 입단
- 1992년 제3회 명인전 준우승
- 1996년 제1회 국수전 준우승
- 2003년 제3회 KBS 장기왕전 준우승
- 2009년 제3회 한게임 장기 챔피언스리그 3위